# États limitrophes

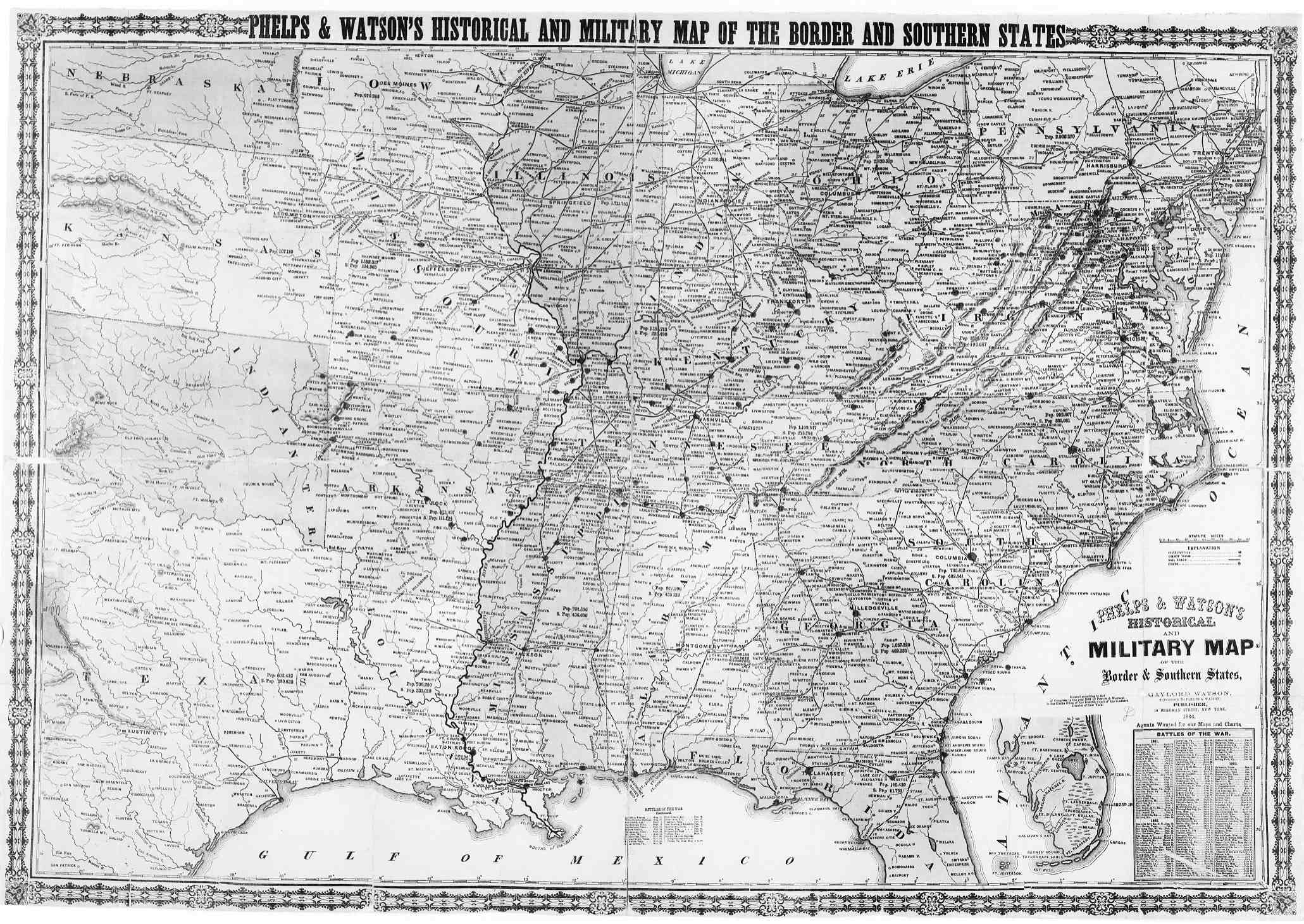
Carte militaire historique des frontières des États du Sud. Phelps & Watson, 1866

Le terme États limitrophes, ou États frontaliers (anglais : Border States), fait référence aux cinq États esclavagistes américains du Delaware, du Kentucky, du Maryland, du Missouri et de la Virginie-Occidentale qui demeuraient membres de l'Union durant la guerre de Sécession, également désignés comme le Haut Sud. Tous ces États sauf le Delaware partagent des frontières avec des États ayant rejoint les États confédérés. Au Kentucky et au Missouri, il y avait deux types de factions gouvernementales, l'une pro-Confédérée et l'autre pro-Union. La Virginie-Occidentale fut formée en 1863 à partir des comtés du nord-ouest de la Virginie au moment où cet état faisait sécession de l'Union. Bien que chaque État esclavagiste contribua à former quelques troupes (sauf la Caroline du Sud) du côté de l'Union,, la séparation fut plus sévère dans ces États limitrophes, avec des hommes de la même famille qui combattaient souvent dans des camps opposés.
Deux des territoires non encore constitués en États  autorisaient aussi l'esclavage : le Territoire indien (actuel État d'Oklahoma), et le Territoire du Nouveau-Mexique (aujourd'hui Arizona et Nouveau-Mexique). Mais très peu d'esclaves devaient réellement se trouver dans ces territoires en dépit du statut légal de l'esclavage dans leurs institutions.
Durant la guerre, la plupart des tribus indiennes de l'Oklahoma avaient signé une alliance avec les Confédérés et participaient à son effort militaire. Les résidents du territoire du Nouveau-Mexique étaient d'allégeances opposées. La région était divisée entre l'Union et la Confédération au 34e parallèle.
L'Oklahoma est encore souvent qualifié de « Border State », mais l'Arizona et le Nouveau-Mexique sont rarement qualifiés de la même façon.
Avec des liens géographiques, sociaux, politiques et économiques avec le Nord et le Sud, les États limitrophes avaient une position critique dans le résultat de la guerre et délimitent encore la frontière qui sépare le nord et le Sud des États-Unis. Après la période de la  Reconstruction, la plupart de ces États adoptèrent les lois Jim Crow ségrégationnistes ressemblant à celles décrétées dans le Sud, mais dans les décennies suivantes, certains d'entre eux (les plus notables étant le Delaware et le Maryland) adoptèrent une politique, une économie et des orientations sociales plus nordistes. D'autres (particulièrement le Kentucky et la Virginie Occidentale) adoptèrent un mode de vie sudiste,,.
En 1863, la Proclamation d'émancipation de Lincoln, désignée comme mesure de guerre, ne s'appliquait seulement aux territoires non encore sous le contrôle de l'Union et donc pas aux États limitrophes. Le Maryland, le Missouri et la Virginie Occidentale changèrent leur constitution d'État pour interdire l'esclavage. L'esclavage au Kentucky et au Delaware, tout comme les restes de l'esclavage en Virginie Occidentale et au New Jersey, n'a pris fin qu'avec la ratification du XIIIe amendement en 1865.

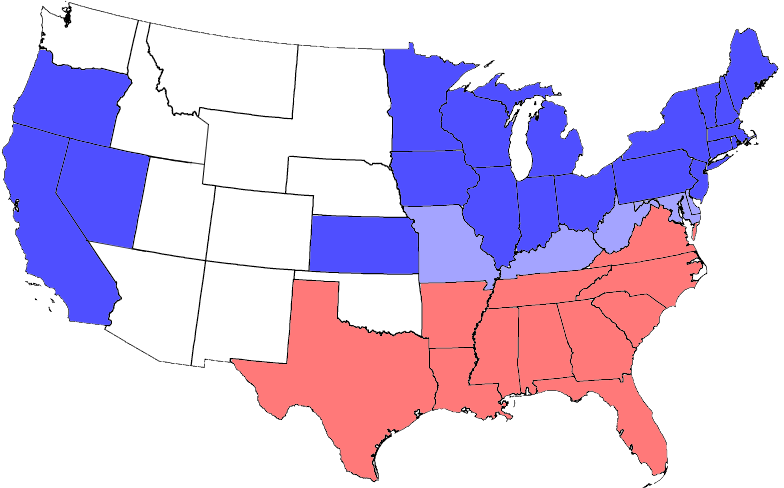
Répartition des États pendant la guerre de Sécession. Les Border States sont représentés en bleu clair, les États confédérés en rouge, les États de l'Union en bleu et les territoires en blanc.

## Les cinq États limitrophes

### Delaware
Les deux chambres de la législature d'État (le parlement) du Delaware rejetèrent la sécession. La Chambre des Représentants le fit unanimement.

### Maryland
La législature du Maryland rejeta la sécession en 1861, le gouverneur Hicks vota contre cette dernière. En conséquence de l'importance de la présence de l'Armée de l'Union dans l'État et la suspension de l'habeas corpus par Abraham Lincoln, plusieurs législateurs du Maryland, tout comme le maire et le chef de police de Baltimore, qui soutenaient la sécession, furent arrêtés et emprisonnés par les autorités de l'Union. (Il est à noter que la Virginie ayant fait sécession, les troupes de l'Union devaient traverser le Maryland pour atteindre Washington, D.C.). Si le Maryland avait rejoint la Confédération, Washington D.C. aurait été entièrement encerclé. Le Maryland a fourni des troupes à l'Union (60 000 hommes) et aux Confédérées (25 000). 
Le Maryland n'était pas concerné par la Proclamation d'émancipation de 1863. Le Maryland adopta une nouvelle constitution d'État en 1864, qui interdisait l'esclavage et donc émancipait de fait les esclaves de l'État.

### Kentucky
Le Kentucky était un lieu stratégique de la victoire de l'Union durant la guerre de Sécession.
« I think to lose Kentucky is nearly the same as to lose the whole game. Kentucky gone, we cannot hold Missouri, nor Maryland. These all against us, and the job on our hands is too large for us. We would as well consent to separation at once, including the surrender of this capital »
— Lincoln
« Je pense que perdre le Kentucky est presque la même chose que perdre la partie. Le Kentucky perdu, nous ne pourrons pas tenir au Missouri, ni au Maryland. Tout est contre nous, et le travail en nos mains est trop grand pour nous. Nous pourrions aussi bien nous résoudre à la séparation immédiate, dont la reddition de cette capitale ». »
— Lincoln
L'expression this capital désigne Washington alors entourée par des États esclavagistes, la Virginie confédérée et le Maryland sous contrôle de l'Union. On rapporte en outre que Lincoln « aurait espéré » avoir Dieu de son côté, mais qu'il « devait » avoir le Kentucky.
Le Kentucky n'a pas fait sécession, mais une faction connue sous le nom de la Russellville Convention (en) forma un gouvernement confédéré du Kentucky qui était reconnu par les États confédérés d'Amérique comme État membre. Le Kentucky était représenté par l'étoile centrale du drapeau de guerre confédéré.
Le gouverneur du Kentucky Beriah Magoffin proposa que les États esclavagistes tels que le Kentucky devaient se conformer à la Constitution des États-Unis et rester dans l'Union. Quand Lincoln demanda 75 000 hommes pour servir dans l'Union, Magoffin, un sympathisant sudiste, para à cela en assurant que le Kentucky ne « fournirait plus de troupes dans le but malsain de soumettre ses frères sudistes ».
Le Kentucky tenta de rester neutre, même avec la publication d'une proclamation le 20 mai 1861, demandant aux deux camps de rester en dehors. La neutralité fut brisée quand le général confédéré Leonidas Polk occupa Columbus, durant l'été 1861, bien que l'Union ait ouvertement enrôlé des troupes dans l'État avant cet épisode. En réponse, la législature du Kentucky passa une résolution qui demandait au gouverneur d'exiger l'évacuation des forces confédérées du sol du Kentucky. Magoffin mit son veto sur la proclamation, mais la législature outrepassa son véto. La législature décida plus tard de rappeler le général Ulysses S. Grant et ses troupes stationnées à Paducah, sur le sol où les Confédérés prirent leur engagement en entrant dans le Kentucky les premiers. 
Les sympathisants sudistes furent outragés par la décision de la législature, défendant le fait que les troupes de Polk présentes dans le Kentucky étaient seulement en route pour contrer les forces armées dirigées par Grant. Plus tard, des résolutions législatives — telles qu'inviter le général de l'Union Robert Anderson pour enrôler des volontaires afin d'expulser les forces confédérées, demandant au gouverneur d'exiger la milice, et en nommant le général de l'Union Thomas L. Crittenden aux commandes des forces du Kentucky — ne firent qu'exaspérer les pro-sudistes. Magoffin mit son véto sur toutes les résolutions mais celui-ci fut à chaque fois outrepassé. En 1862, la législature fit passer un act (une loi) qui privait les citoyens s'étant engagés dans l'armée des États confédérés de leurs droits civiques. Le statut neutre du Kentucky a donc évolué vers un soutien à l'Union. La plupart de ceux qui cherchaient au départ la neutralité se tournèrent vers la cause unioniste.
Quand le général confédéré Albert Sidney Johnston occupa Bowling Green durant l'été 1861, les pro-Confédérés de l'ouest et du centre du Kentucky se sont déplacés pour établir un gouvernement confédéré. La Russellville Convention (en) se forma dans le comté de Logan le 18 novembre 1861. Près de 1 016 délégués de 68 comtés élus pour créer un gouvernement provisoire loyal au nouveau gouverneur confédéré non officiel du Kentucky  George W. Johnson (en). Le 10 décembre 1861, le Kentucky devint le 13e État admis dans la Confédération. Le Kentucky, avec le Missouri, était un État représenté dans les deux Congrès —  le congrès des États-Unis et le congrès des États confédérés  — et avec des régiments dans les deux armées en présence.
Magoffin, étant toujours le gouverneur officiel à Frankfort, ne reconnaissait pas le Kentucky confédéré ni la tentative de ces derniers d'établir un gouvernement dans cet État. Il continua de déclarer que le statut officiel du Kentucky dans la guerre était neutre — même si la législature soutenait l'Union. Magoffin, sous la pression de la division de la population et de la législature, annonça une session spéciale de la législature et quitta son poste de gouverneur en 1862.
Bowling Green resta occupé par les Confédérés jusqu'en février 1862 quand le général Grant partit du Missouri et traversa le Kentucky le long de la frontière avec le Tennessee. Le gouverneur confédéré Johnson fuit Bowling Green avec les registres de l'État confédéré, se dirigeant vers le sud, et rejoignant les forces confédérées du Tennessee. Après que Johnson fut tué lors de la bataille de Shiloh, Richard Hawes fut nommé gouverneur confédéré. Peu après, le Congrès provisoire confédéré fut ajourné au 17 février 1862, la veille de l'inauguration du Congrès permanent. Toutefois, comme les forces d'occupation de l'Union dominaient dorénavant l'État, le gouvernement confédéré du Kentucky, en date du 1863, n'existait que sur papier, et sa représentation dans le Congrès permanent était minimale. Il fut dissout quand la guerre de Sécession prit fin durant l'été 1865.

### Missouri
Après la Sécession, le gouverneur nouvellement élu du Missouri appela la législature de l'État à autoriser une convention constitutionnelle d'État sur la sécession. Cette convention constitutionnelle du Missouri (en) vota pour rester au sein de l'Union, mais rejeta la coercition des États Sudistes par les États-Unis. Le gouverneur pro-Sud Claiborne F. Jackson fut déçu par les résultats. Il rappela la milice d'État dans leurs districts pour leur entrainement annuel. Jackson avait des plans pour le St. Louis Arsenal et a entretenu une correspondance secrète avec le président confédéré Jefferson Davis afin d'obtenir de l'artillerie pour la milice de St-Louis. Au courant de ces développements, le capitaine de l'Union Nathaniel Lyon frappa en premier, encerclant le camp et forçant la milice à se rendre. Lors de la marche qui devait conduire les prisonniers à l'arsenal, une émeute mortelle eut lieu, l'affaire du camp Jackson.
Ces événements ont provoqué un soutien encore plus grand des Confédérés dans l'État. La législature, qui était déjà pro-sudiste, vota le projet de loi du gouverneur créant la Missouri State Guard. Le gouverneur Jackson nomma Sterling Price, qui fut président de la convention, au poste de général de division de sa milice réformée. Le commandant des districts de Price et d'Union, Harney vint à un accord connu sous le nom de Price-Harney Truce (en) qui calma les tensions dans l'État pendant plusieurs semaines. Après qu'Harney fut renvoyé et que Lyon prit sa charge, une rencontre se tint à St. Louis à la maison des Planteurs entre Lyon, ses alliés politiques Francis Preston Blair, Jr., Price, et Jackson. Les négociations ne conduisirent à rien et Lyon fit sa fameuse déclaration, « this means war !» (en français : « cela signifie la guerre! »). Price et Jackson partirent rapidement pour la capitale.   
Jackson, Price, et la législature d'État furent obligés de fuir la capitale de l'État de Jefferson City le 14 juin 1861, face à l'avancée rapide de Lyon contre le gouvernement d'État. En l'absence du gouvernement exilé, la convention constitutionnelle du Missouri fut reconvoquée fin juillet. Le 30 juillet, elle déclara les charges de l'État vacantes et désigna un gouvernement provisoire avec Hamilton Gamble en tant que gouverneur. L'administration du président Lincoln reconnut immédiatement le gouvernement de Gamble comme gouvernement légal, qui fournissait à la fois les milices pro-unionistes pour servir dans l'État et des volontaires pour les régiments de l'armée de l'Union.
Des combats s'ensuivirent entre les forces de l'Union et une armée combinée de la Missouri State Guard du général Price et des troupes confédérées d'Arkansas et du Texas sous le commandement du général Ben McCulloch. Après des victoires à la bataille de Wilson's Creek et au siège de Lexington (Missouri), les forces sécessionnistes n'avaient d'autre choix que de battre en retraite à nouveau au sud-ouest du Missouri car les renforts de l'Union arrivaient. Là, le 30 octobre 1861 dans la ville de Neosho, Jackson appela la législature exilée de l'État à une session où ils décrétèrent l'ordonnance de sécession (en). Elle fut reconnue par le Congrès confédéré, et le Missouri fut admis dans la Confédération le 28 novembre. 
Le gouvernement exilé de l'État fut forcé de se retirer en Arkansas face à l'importance du renforcement de l'armée de l'Union. Bien que des troupes confédérées régulières menèrent plusieurs raids à grande échelle au Missouri, les combats sur le territoire du Missouri pendant les années suivantes consistèrent en des combats de guérilla. Ceux qui les menaient étaient au départ des partisans sudistes dont William Quantrill, Frank et Jesse James, les frères Younger et William T. Anderson.
Le gouverneur Thomas C. Fletcher (en) mit fin à l'esclavage dans le Missouri le 11 janvier 1865, par proclamation exécutive.

### Virginie-Occidentale
La Virginie connut ses premières dissensions intérieures avant la guerre de Sécession. Mais la division entre Virginie-Occidentale et la Virginie ne devint vraiment sérieuse qu'à partir de l'hiver 1860-1861.

#### Sécession de la Virginie et réaction à l'ouest
En décembre 1860, la sécession était publiquement débattue en Virginie. Conduisant certains journaux de l'est, tels que le Richmond Inquirer, le Richmond Examiner, et le Norfolk Argus, à soutenir la sécession. Le 14 décembre, le Wellsburg Herald prévint l'est que l'ouest de l'État ne voulait pas être « conduit à la trahison ou traîner dans les ennuis pour exaucer les souhaits de certains hommes, ou encore pour favoriser les intérêts d'un groupe en particulier ».
En dépit de l'opposition Unioniste, une session spéciale de la législature d'État se tint tôt en janvier pour élire les délégués qui participeront à une convention d'État le 4 février pour discuter de la sécession. La convention se réunit la première fois le 13 février et vota la sécession le 17 avril 1861. La ratification dépendait d'un référendum au niveau étatique.
Le 22 avril 1861, John S. Carlisle organisa une rencontre de 1 200 personnes dans le comté de Harrison. La réunion approuva les Clarksburg Resolutions, appelant à la création d'un nouvel État séparé de la Virginie. La résolution fut présentée à tous et il était demandé à chaque comté de choisir cinq « de leurs hommes les plus sages, les meilleurs, et les plus distingués » comme délégués,.
Les Unionistes de Virginie se rencontrèrent au congrès de Wheeling (Wheeling Convention) qui se tint du 13 au 15 mai pour attendre la décision du référendum qui appelait à ratifier la sécession. Il y avait environ 400 délégués de 37 comtés. La plupart des délégations avaient été choisies par réunion publique plutôt que par élection et certains participants sont venus de leur propre chef,.

#### Deuxième convention de Wheeling
Le référendum en faveur de la sécession fut soutenu par 132 201 personnes contre 37 451.
Le second congrès de Wheeling  s'ouvrit le 11 juin avec près de 100 délégués de 32 comtés de l'ouest représentant environ un tiers de la population de Virginie ayant le droit de vote. Les membres de l'Assemblée générale de Virginie étaient acceptés si et seulement s'ils étaient loyaux à l'Union. La convention se réunit « en défiant ouvertement les autorités de Richmond ». On demandait aux délégués de prêter serment d'allégeance à la Constitution des États-Unis.
Arthur Boreman, le futur gouverneur de Virginie-Occidentale, fut choisi comme président, mais les leaders principaux étaient Carlisle et Frank Pierpont. Tandis que beaucoup soutenaient le plan original de Carlisle de créer un nouvel État, la Section 3 de l'Article IV de la Constitution posait problème. Cette section garantissait « qu'aucun nouvel État ne pouvait se former ou émerger au sein de la juridiction d'un État existant ... sans le consentement des législatures des États concernés et du Congrès ». La solution légale choisie par la convention est décrite par l'auteur W. Hunter Lesser:
« Un nouveau gouvernement de Virginie sera créé. Tous les bureaux de l'État seraient déclarés vacants, les traîtres rejetés par procuration et des Unionistes désignés à leur place. Les Unionistes fidèles réclameraient le cadre politique d'un gouvernement déjà reconnu par le gouvernement Fédéral – de ce fait comptant sur l'administration de Lincoln n'ayant pas peur de dialoguer avec les Rebelles. Lincoln lui-même tint l'autorité constitutionnelle pour déterminer lequel des deux camps en opposition était le gouvernement légal de l'État. »
— W. Hunter Lesser
Ce gouvernement restauré de Virginie aurait ensuite, d'après cette théorie, l'autorité suffisante pour créer un nouvel État au sein des anciennes frontières du Dominion.
Le 13 juin, Carlisle présenta sa « Déclaration des droits du peuple de Virginie » à la convention. Elle accusait les sécessionnistes d'« usurpation » des droits des citoyens, créant une « confédération illégale d'États rebelles », et déclarait qu'il était dorénavant de leur ressort d'abolir le gouvernement d'État. La convention approuva cette déclaration le 17 juin par un vote unanime. Le 14 juin, « une ordonnance pour la réorganisation du gouvernement étatique » fut présentée qui permettait à la convention de choisir un gouverneur, un lieutenant-gouverneur, et un conseil composé de cinq membres placé auprès du gouverneur, qui déclarait tous les bureaux d'État vacants, et reconnaissait une « rump legislature » composée de membres loyaux de l'Assemblée générale qui ont été élus le 23 mai. Cette ordonnance fut approuvée le 19 juin.
Francis H. Peirpont fut choisi comme gouverneur par la convention le 20 juin. Le jour suivant le gouverneur Peirpont informa le résident Lincoln des décisions de la convention.

#### Événements militaires
À la fin de l'été 1861, les troupes de l'Union de l'Ohio se déplacèrent à l'ouest de la Virginie avec l'objectif stratégique primaire de protéger le B & O Railroad. Le général George McClellan le 3 juin à Philippi, le 11 juillet à Rich Mountain, et le 10 septembre à Carnifex Ferry « détruisit complètement les défenses Confédérées de l'ouest de la Virginie ». Toutefois après ces victoires, la plupart des troupes fédérales quittèrent l'État nouvellement fondé pour soutenir McClellan ailleurs. Au centre, au sud et à l'est de la Virginie Occidentale, une guérilla s'ensuivit qui dura jusqu'en 1865. Les raids et les recrutements confédérés eurent lieu tout au long de la guerre. Le nombre de soldats de l'Union et de soldats Confédérés originaires de Virginie Occidentale ont largement varié, mais des études plus récentes indiquent que le nombre de soldats était à peu près le même, soit de 22 000 à 25 000 dans chaque camp.
La nouvelle constitution de l'État fut votée par les comtés unionistes durant l'été 1862 et fut approuvée par le gouvernement restauré de Virginie en mai 1862. La proposition déclarant la Virginie Occidentale comme État fut voté par le Congrès des États-Unis en décembre et signé par le Président Lincoln le 31 décembre 1862. Comme condition à la reconnaissance de l'État, le Congrès requit qu'une politique d'émancipation graduelle soit accordée aux esclaves du nouvel État, appelé le Willey Amendment, qui fut incluse dans la constitution de l'État le 26 mars 1863.

## Autres problématiques

### Les territoires du Nouveau Mexique et d'Arizona
Les  conventions de Mesilla (Nouveau Mexique), du 18 mars 1861, et Tucson (Arizona), le 23 mars adoptèrent une ordonnance de sécession. Les conventions établirent un gouvernement pro-sudiste pour les portions sud des territoires et appelèrent à l'élection de représentants pour faire une pétition en Confédération pour l'admission. Lewis Owings de Mesilla fut élu premier gouverneur provisoire du territoire, et Granville Henderson Oury (en) de Tucson présenta la pétition du territoire pour l'admission dans la Confédération. En juillet 1861, les forces confédérées du Texas, sous le commandement du lieutenant-colonel John Baylor, entra à Mesilla, décrite comme « une communauté fortement pro-Confédérée »» Les jours suivants, le major de l'Union Isaac Lynde approcha Mesilla pour engager un combat contre les forces de Baylor. Les hommes de Baylor, accompagné par la milice hors de Mesilla, attaquèrent et gagnèrent face à Lynde lors de la bataille de Mesilla le 25 juillet. Le 1er août, Baylor proclama que le territoire confédéré d'Arizona s'étendrait jusqu'au 34e parallèle et se nomma nouveau gouverneur territorial.

### Tennessee
Bien que le Tennessee ait officiellement fait sécession, la région du Tennessee de l'Est était pro-Union et avait principalement voté contre la sécession. Les tentatives d'opposition à la sécession du Tennessee furent contrées par la Confédération. Jefferson Davis arrêta près de 3 000 hommes suspectés d'être loyaux à l'Union et les maintint emprisonnés sans jugement. Le Tennessee tomba sous le contrôle des forces de l'Union en 1862 et fut exclu de la Proclamation d'émancipation. Après la guerre, le Tennessee fut le premier État à avoir ses membres élus réadmis au Congrès.

### Alabama
Le comté de Winston vota une résolution pour faire sécession de l'Alabama si l'Alabama rejoignait la Confédération.

## Émancipation
La Proclamation d'émancipation du président Abraham Lincoln fut faite en pensant au cas des États limitrophes. La proclamation ne libérait pas les esclaves au sein des territoires contrôlés par l'Union parce que le pouvoir du président en temps de guerre ne s'y appliquait pas. Lincoln maintint que d'après la Constitution, la fin de l'esclavagisme dans un État qui n'est pas en rébellion active vis-à-vis de l'Union ne pourrait être légalement faite que par action de ce même État, ou par amendement à la Constitution.